# Лоранс Плазне
Лоранс Плазне (нар. 1968) — сучасна французька романістка, викладачка французької літератури в Сорбонні. 

## Біографія
Лоранс Плазне народилася 1968 року в Парижі. освіту здобувала у Вищій нормальній школі. До 1994 року навчалась у Принстонському університеті. Має ступінь PhD з літератури, викладає французьку літературу в університеті Сорбонни. Досліджує феномен Пор-Роялю. Член Французького національного інституту наукових досліджень, член журі літературної премії ім. Анре Жіда. Лауреатка Літературної премії Європейського Союзу 2012 року за свій дебютний роман "Любов сама" (2005). Цей роман також відзначений премією Charles Aumont Французької Фундації. 2021 року роман "Любов сама" вийшов українською мовою у перекладі Ярини Тарасюк у видавництві "Астролябія". Перед тим як опублікувати свій перший роман, Лоранс Плазне десять років працювала над академічними дослідженнями, до сфери її інтересів належить поетика французького роману XVII століття, прийоми давньої літератури, класичні моралісти, історія класичного розуму і чуттєвості.